# 2020 à la télévision
| Années de la télévision : 2017 - 2018 - 2019 - 2020 - 2021 - 2022 - 2023    |
| Décennies de la télévision : 1990 - 2000 - 2010 - 2020 - 2030 - 2040 - 2050 |

Cet article présente les faits marquants de l'année 2020 à la télévision.

## Événements
- Du 26 janvier au 2 février : à l'occasion de l'Environnement en France, le Groupe M6 les soutient et met en place un dispositif spécial qui met à l'honneur les enjeux environnementaux.
- Du 22 au 29 février (initialement prévue jusqu'au 1er mars) : à l'occasion du Salon international de l'agriculture, le Groupe M6 met en place un dispositif spécial qui met à l'honneur la richesse de la filière agricole française.
- 17 mars : il est annoncé que Roland-Garros est repoussé à septembre à la suite du coronavirus[1].
- 30 mars : il est annoncé par le CIO que les Jeux olympiques de 2020 se tiendront du vendredi 23 juillet 2021 au dimanche 8 août 2021[2].
- 7 avril : lancement de la plateforme Disney+.
- 15 avril : il est annoncé que le Tour de France 2020 est reporté du 29 août au 20 septembre[3].
- 17 juin : les chaînes de télévision Kuchnia+ disparaissent.
- 24 juin : pour la première fois depuis 30 ans, le CSA autorise M6 à diffuser un film le samedi à compter du samedi 11 juillet 2020 et le CSA décide aussi de lever les interdictions pour les jours suivants : les mercredis, les vendredis et les dimanches en journée.
- 4 juillet : fin de l'émission On n'est pas couché sur France 2.
- 3 août : Roselyne Bachelot annonce que France Ô cesserait finalement d'émettre à la fin du mois d'août, tandis que France 4 gagne un an de sursis (ce qui prolonge la fin de la chaîne qui n'arrivera finalement jamais)[4].
- 4 août :
  - il est annoncé que France Ô cessera d'émettre le 23 août 2020 ;
  - deux explosions se sont déclarées à Beyrouth, les chaînes d’informations françaises couvrent l'événement.
- 23 août : fin de la chaîne France Ô à 0 h 40.
- 1er septembre : nouvel habillage de M6.
- 2 septembre : la chaîne France info passe en HD sur la TNT, à la suite de l'arrêt de France Ô.
- 7 septembre : lancement de Tipik en Belgique, remplaçant La Deux (en télévision) et Pure FM (en radio).
- 2 novembre : lancement du feuilleton Ici tout commence sur TF1 à 18h30.
- 18 décembre : Jean-Pierre Pernaut présente son dernier journal de 13 heures sur TF1, après 33 ans à la tête de cette édition[5].

## Émissions
- Diffusion de la saison 1 de Qui veut être mon associé ? sur M6, présentée par Julien Courbet
- Diffusion de la saison 9 de The Voice : La Plus Belle Voix sur TF1, présentée par Nikos Aliagas
- Diffusion de la saison 12 des Anges sur NRJ12
- Diffusion de la saison 1 de Stars à nu sur TF1, présentée par Alessandra Sublet
- Diffusion de la saison 9 des Marseillais sur W9
- Diffusion de Koh-Lanta : L'Île des héros sur TF1, présentée par Denis Brogniart
- Diffusion de la saison 7 de The Voice Kids sur TF1, présentée par Nikos Aliagas
- Diffusion de Koh-Lanta : Les 4 Terres sur TF1, présentée par Denis Brogniart
- Lancement de Tous en cuisine, en direct avec Cyril Lignac sur M6, présentée par Cyril Lignac
- Diffusion de la saison 12 de Touche pas à mon poste ! sur C8, présentée par Cyril Hanouna
- Diffusion de la saison 5 de Quotidien sur TMC, présentée par Yann Barthès
- Diffusion de la saison 15 de L'amour est dans le pré sur M6, présentée par Karine Le Marchand
- Lancement d'On est en Direct sur France 2, présentée par Laurent Ruquier
- Passage en hebdomadaire de Clique sur Canal+, présentée par Mouloud Achour
- Diffusion de la saison 9 du Meilleur Pâtissier sur M6, présentée par Julia Vignali
- Diffusion de la saison 6 d'Objectif Top Chef sur M6
- Diffusion de la saison 2 de Mask Singer sur TF1, présentée par Camille Combal
- Diffusion de la saison 15 de La France a un incroyable talent sur M6, présentée par Karine Le Marchand
- Diffusion en simultané sur RTL et M6 l'émission Ça peut vous arriver présentée par Julien Courbet puis en déclinaison Ça peut vous arriver chez vous sur M6 de 11 h 35 à 12 h 35
- Diffusion de la saison 7 de Prodiges sur France 2, présentée par Marie-Sophie Lacarrau
- Diffusion de la saison 1 de District Z sur TF1, présentée par Denis Brogniart

## Jeux télévisés
- 19 février : lancement de la saison 11 de Top Chef sur M6, présenté par Stéphane Rotenberg.
- 18 avril : lancement de Jouons à la maison sur France 3, présenté par Alex Goude.
- 20 avril : retour de Qui veut gagner des millions ? en version confiné (intitulée : Qui veut gagner des millions à la maison ?) sur TF1, présenté par Camille Combal.
- 18 mai : retour d'À prendre ou à laisser, désormais présenté par Cyril Hanouna sur C8.
- 1er juin : passage en quotidienne de Jouons à la maison sur France 3, présenté par Alex Goude.
- 10 juin : Éric, actuellement maître depuis le 21 novembre 2019 dans Les Douze Coups de Midi, détient le record du plus gros gain de l'émission depuis le 28 avril 2020. Il est actuellement le deuxième plus grand gagnant de l'histoire des jeux télévisés en France en matière de gains et derrière une candidate prénommée Marie qui avait gagné 1 000 000 € dans l'émission Qui veut gagner des millions ? en 2004.
- 19 juin : Éric est éliminé de l'émission Les Douze Coups de Midi.
- 11 juillet : Lancement de la saison 31 de Fort Boyard sur France 2, présenté par Olivier Minne
- 17 août : lancement de la saison 4 de 10 Couples Parfaits sur TFX, présentée par Elsa Fayer.
- 31 août :
  - lancement de la saison 5 des Marseillais vs le Reste du monde sur W9, présentée par Catalia Rasami.
  - lancement de la saison 2 d'À prendre ou à laisser, présenté(e)s par Cyril Hanouna et Valérie Benaïm sur C8.
- 23 décembre : lancement de la saison 1 de Lego Masters sur M6, présenté par Éric Antoine.

## Séries télévisées

### Diffusées dans les pays anglophones
- Diffusion de la saison 1 de Snowpiercer sur Netflix
- Diffusion de la saison 1 de Mes premières fois sur Netflix
- Diffusion de la saison 1 de Emily in Paris sur Netflix
- Diffusion de la saison 1 de Freud sur Netflix
- Diffusion de la saison 1 de Locke and Key sur Netflix
- Diffusion de la saison 1 de Penny Dreadful : City of Angels sur Showtime
- Diffusion de la mini-série WandaVision sur Disney+
- Diffusion de la saison 2 de Euphoria sur HBO
- Diffusion de la saison 2 de Manifest sur NBC
- Diffusion de la saison 2 de Perdus dans l'espace sur Netflix
- Diffusion de la saison 2 de Sex Education sur Netflix
- Diffusion des saisons 2 et 3 de New Amsterdam sur NBC
- Diffusion de la saison 3 de Good Doctor sur ABC
- Diffusion de la saison 3 de Good Girls sur NBC
- Diffusion de la saison 3 de On My Block sur Netflix
- Diffusion de la saison 3 de Westworld sur HBO
- Diffusion de la saison 3 et 4 deYoung Sheldon sur CBS
- Diffusion de la saison 4 de Fargo sur FX
- Diffusion de la saison 4 du reboot de MacGyver sur CBS
- Diffusion de la 4e et dernière saison de The Good Place sur NBC
- Diffusion de la saison 4 de The Handmaid's Tale sur Hulu
- Diffusion des saisons 4 et 5 de Riverdale sur The CW
- Diffusion des saisons 4 et 5 de This Is Us sur CBS
- Diffusion de la saison 5 de Better Call Saul sur Netflix
- Diffusion de la saison 5 d'Outlander sur Starz
- Diffusion des saisons 5 et 6 de Chicago Med sur CBS
- Diffusion de la saison 6 de Empire sur Fox
- Diffusion de la saison 6 de How To Get Away With Murder sur ABC
- Diffusion de la saison 6 de NCIS : New-Orleans sur CBS
- Diffusion de la saison 6 de Vikings sur History
- Diffusion de la saison 6 et 7 de The Flash sur The CW
- Diffusion de la saison 7 de Blacklist sur NBC
- Diffusion de la saison 7 de Marvel's Agents of S.H.I.E.L.D. sur ABC
- Diffusion de la saison 7 de The 100 sur The CW
- Diffusion des saisons 7 et 8 de Brooklyn Nine-Nine sur NBC
- Diffusion de la saison 10 d'American Horror Story sur FX
- Diffusion de la saison 10 de Hawaii 5-0 sur CBS
- Diffusion des saisons 10 et 11 de The Walking Dead sur AMC
- Diffusion de la saison 11 de Archer sur FXX
- Diffusion de la saison 11 de NCIS : Los Angeles sur CBS
- Diffusion de la saison 11 de Will et Grace sur NBC
- Diffusion de la saison 12 de la deuxième série Doctor Who sur BBC One
- Diffusion des saisons 16 et 17 de Grey's Anatomy sur ABC
- Diffusion des saisons 16 et 17 de NCIS sur CBS
- Diffusion de la saison 18 de Family Guy sur Fox
- Diffusion des saisons 31 et 32 des Simpson sur Fox
- Diffusion de la saison 48 des Feux de l'Amour sur CBS
- Diffusion de la saison 3 de Occupied sur Netflix